# Capnura venosa
Capnura venosa är en bäcksländeart som beskrevs av Banks 1900. Capnura venosa ingår i släktet Capnura och familjen småbäcksländor. Inga underarter finns listade i Catalogue of Life.